# Université d’Auvergne
Université d’Auvergne (Université de Clermont-Ferrand I) – jeden z dwóch uniwersytetów w Clermont-Ferrand.
Powstał w 1976 w wyniku podziału uniwersytetu klermonckiego, za którego poprzedniczkę można uznać szkołę medyczną założoną w 1681. W wyniku tego podziału Université de Clermont-Ferrand I zachował wydziały prawa, ekonomii i medycyny, a także instytut technologiczny. Natomiast drugi z powstałych uniwersytetów, Université de Clermont-Ferrand II, przejął wydziały filozoficzny, nauk społecznych, nauk ścisłych i nauk o Ziemi.
Uczelnia połączyła się z Université Blaise-Pascal w 2017 roku, tworząc Université Clermont-Auvergne.

## Struktura
Obecnie w skład uniwersytetu wchodzi 5 wydziałów i 3 instytuty:
(5 UFR et 3 instituts)
- UFR de Droit et de Science Politique (prawo i nauki polityczne)
- UFR des Sciences Economiques et de Gestion (nauki ekonomiczne i zarządzanie)
- UFR de Médecine (medycyna)
- UFR de Pharmacie (farmacja)
- UFR de Chirurgie Dentaire (stomatologia)
- Institut universitaire de technologie (instytut technologiczny)
- Institut universitaire professionnalisé „Management et Gestion des Entreprises” (zarządzanie)
- Institut de Préparation à l'Administration Générale (IPAG) (administracja)